# Замок Гардеґґ (Нижня Австрія)
Замок Гардеґґ (нім. Burg Hardegg) розміщений біля міста Гардеґґ на ріці Тая у Вальдфіртель землі Нижня Австрія.

## Історія
Перша згадка замку графів фон Плайн походить з 1145 року. Після них замок змінив декількох власників, які до донжону, палацу, каплиці добудували нові будівлі, що зробили замок одним з найбільших у землі. З 1294 року замок був адміністративним центром графства Гардеґґ. Після смерті бездітного імперського графа Міхаеля фон Гардеґґа замок перейшов 1499 року до Габсбургів, які надали своєму імперському гауптману Ульріху Прюшенку титул графів фон Гардеґґ (1501). Ульріх продав 1524 титул своєму брату. У середині XVII ст. замок перейшов у руки Кевенгюлерів, але новий власник у ньому не жив і замок почав занепадати. Після пожежі міста 1764 року міщанам дозволили використовувати камінь, дерево з будівель замку для відбудови своїх будинків. У 1878 році вирішив відбудувати фортецю, закласти родову усипальницю Йоган Карл Кевенгюллер, відомий участю у боях в Мексиці з противниками Максиміліан I. Задум здійснив архітектор Карл Г. Кайзер. У замку заклали музей імператора Максиміліана І.

## Посилання

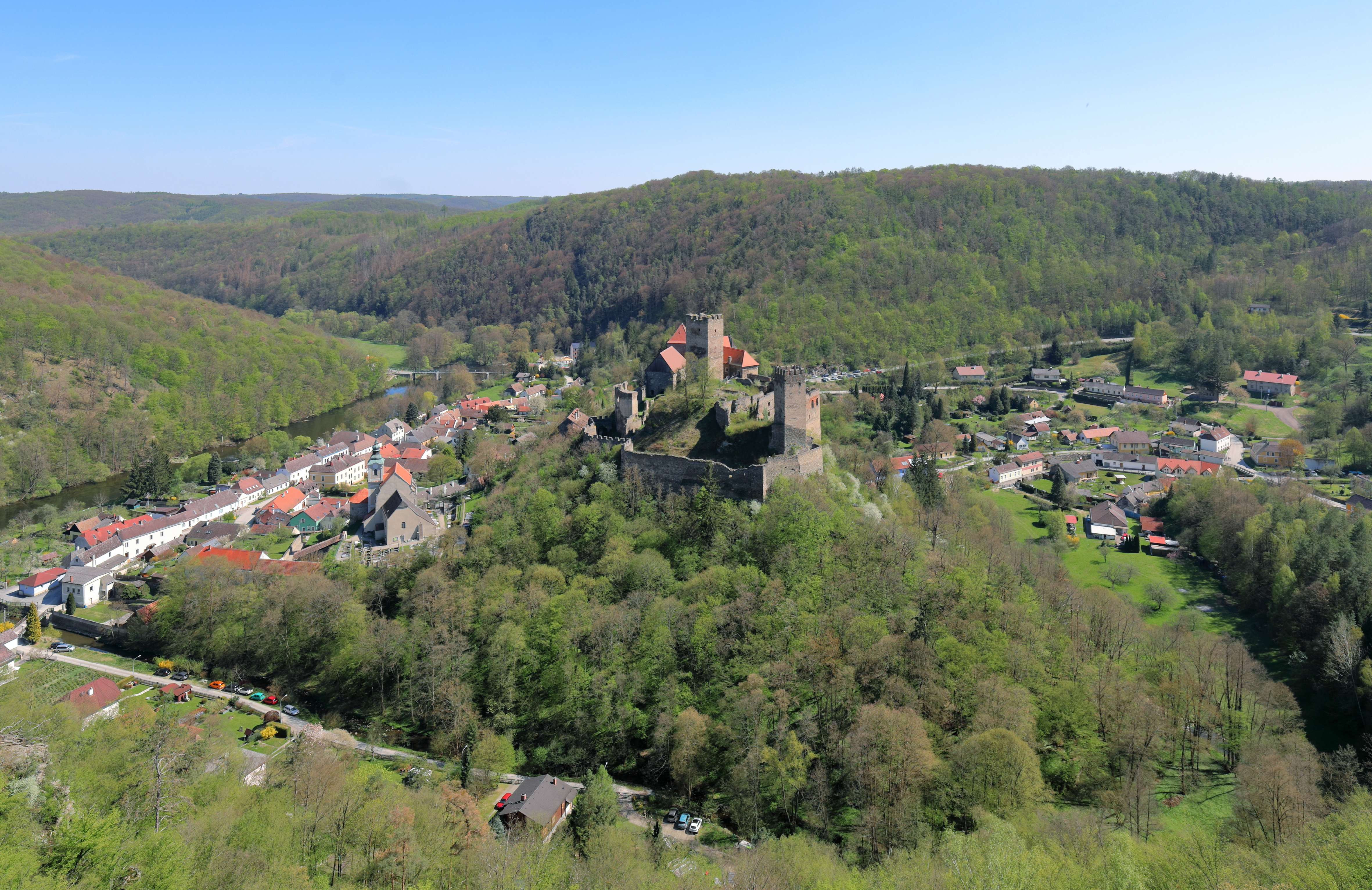
Замок Гардеґґ з повітря

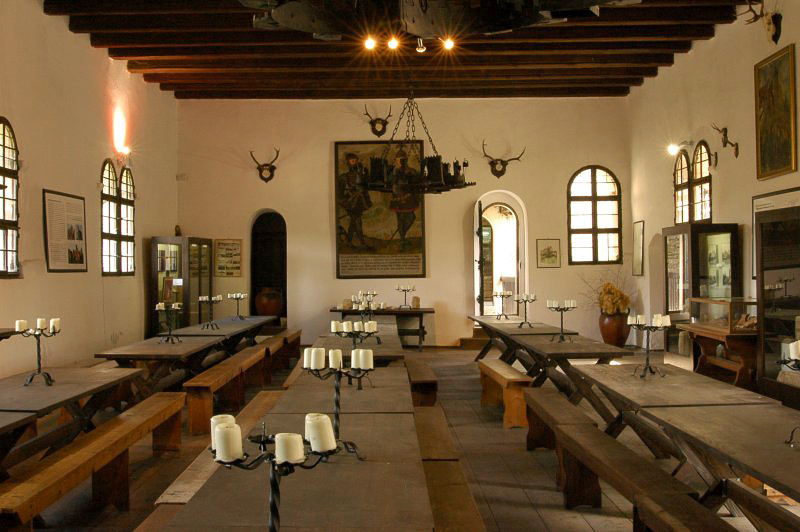
Зала замку